# Saint-Marcel-lès-Valence
Saint-Marcel-lès-Valence ist eine französische Gemeinde mit 6214 Einwohnern (Stand 1. Januar 2022) im Département Drôme in der Region Auvergne-Rhône-Alpes.

## Geografie
Saint-Marcel-lès-Valence liegt in der Mündungsebene der Isère in die Rhone, ca. 5 km nordöstlich von Valence und rund zwölf Kilometer südwestlich von Romans-sur-Isère (Angaben in Luftlinie). Die Gemeinde liegt im Einzugsgebiet der Agglomeration der Départementshauptstadt Valence mit über 120.000 Einwohnern. Saint-Marcel-lès-Valence ist ein Haufendorf, doch auch außerhalb der Hauptsiedlung befinden sich einzelne kleine Siedlungsgebiete, vor allem im Süden des Gemeindegebietes.

## Bevölkerungsentwicklung
| Jahr                       | 1962 | 1968 | 1975 | 1982 | 1990 | 1999 | 2006 | 2017 |
| Einwohner                  | 1256 | 1457 | 2652 | 3342 | 3719 | 4114 | 4672 | 6236 |
| Quellen: Cassini und INSEE |      |      |      |      |      |      |      |      |

## Verkehr

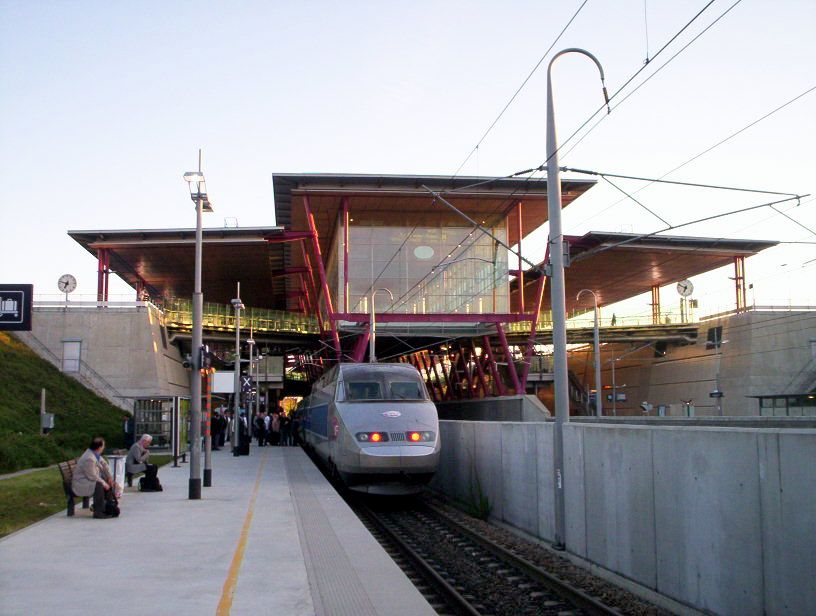
Einfahrt eines TGV

Saint-Marcel-lès-Valence liegt an der Autobahn N532, die von Valence nach Romans-sur-Isère führt.
Im Westen des Gemeindegebietes liegt der Gare de Valence TGV. Er gilt als Übergang zwischen der Bahnstrecke LGV Rhône-Alpes, die nördlich bis nach Lyon führt, und der LGV Méditerranée, die südlich bis nach Marseille ans Mittelmeer führt. Weiter führt eine Bahnlinie der TER Rhône-Alpes durch diesen Bahnhof nach Moirans.